# Османска Тесалија
Османска Тесалија или Трикалски санџак (гр. λιβάς/σαντζάκι Τρικάλων) покривала је подручје Тесалије за време Османског царства до 1881. године. Име долази од имена града Трикала који је био средиште Санџачке и Османске владавине у целој Тесалији. 
Санџак је настао након освајања Тесалије од Турахан-бег у периоду од 1386. до 1470. године, када је коначно повезана цела Тесалија и интегрисана у Румелијски ејалет, чији је центар био Софија. Санџак Трикала био је подељен на четири области — Трикала, Лариса (тур. Yenişehr-i Fenar), Фанари и Аграфа. 